# Campionati europei di winter triathlon del 1998
I Campionati europei di winter triathlon del 1998 (I edizione) si sono tenuti a Malles in Italia.
Tra gli uomini ha vinto l'italiano Paolo Riva. Tra le donne ha trionfato la svizzera Karin Möbes..

## Risultati

### Élite uomini
| Pos. | Atleta                | Paese    | Totale  |
| ---- | --------------------- | -------- | ------- |
|      | Paolo Riva            | Italia   | 1:43:31 |
|      | Matthias Holzner      | Germania | 1:45:21 |
|      | Juan Carlos Apilluelo | Spagna   | 1:46:51 |

### Élite donne
| Pos. | Atleta       | Paese    | Totale   |
| ---- | ------------ | -------- | -------- |
|      | Karin Möbes  | Svizzera | 02:06:38 |
|      | Martine Maud | Francia  | 02:10:12 |
|      | Sigrid Lang  | Germania | 02:11:08 |